# Drino aureola
Drino aureola là một loài ruồi trong họ Tachinidae.